# Saint-Règle
Saint-Règle település Franciaországban, Indre-et-Loire megyében. Lakosainak száma 626 fő (2022. január 1.). Saint-Règle Amboise, Chargé és Souvigny-de-Touraine községekkel határos.

## Népesség
A település népessége az elmúlt években az alábbi módon változott:
| Lakosok száma | 228  | 281  | 330  | 340  | 540  | 558  | 609  | 608  | 610  | 626  |
|               | 1968 | 1982 | 1990 | 2006 | 2013 | 2015 | 2017 | 2019 | 2020 | 2022 |